# باول روش
باول روش (بالإنجليزية: Paul Roche)‏ هو لاعب قذف أيرلندي، ولد في 1 فبراير 1982 في Oulart ‏ في جمهورية أيرلندا.